# تشارلز بوردمان هاوس
تشارلز بوردمان هاوس (بالإنجليزية: Charles Boardman Hawes)‏ (24 يناير 1889 - 16 يوليو 1923، سبرينغفيلد في الولايات المتحدة)؛ كاتِب مُتخصِّص في أدب الأطفال وروائي أمريكي. درس في كلية بودوين.